# Sandalodes celebensis
Sandalodes celebensis is een spinnensoort uit de familie van de springspinnen (Salticidae).
De wetenschappelijke naam van de soort werd in 1911 gepubliceerd door P. Merian.